# 彭弗 (加利福尼亞州)
彭德（英語：Penvir）是位於美國加利福尼亞州蒙特雷縣的一個非建制地區。該地的面積和人口皆未知。

## 地理
彭德的座標為36°32′19″N 121°29′03″W / 36.53861°N 121.48417°W，而該地的平均海拔高度為35米（即115英尺）。